# James Scott (basket-ball)
Pour les articles homonymes, voir James Scott et Scott.
James Scott, né le 30 juin 1972 à Paterson (États-Unis), est un ancien joueur de basket-ball professionnel américain. Il mesure 1,98 m.

## Clubs successifs

### Universitaires
- 1991-1993 :  Spartanburg Methodist (NJCAA)
- 1993-1995 :  University of Saint John's (NCAA I)

### Professionnels
- 1995-1996 :  Gravelines (Pro A)
- 1996-1997 :
  -  Miami Heat (NBA)
  -  Cavalry d'Oklahoma City (CBA)
- 1997-1999 :  Levallois (Pro B puis Pro A)
- 1999-2000 :
  -  Antibes (Pro A)
  -  Mulhouse (Pro B)
- 2000-2001 :  Évreux (Pro B)
- 2001-2002 :  Montpellier (Pro A)
- 2002-2003 :  Chalon-sur-Saône (Pro A)
- 2003-2004 : Priština (Kosova superleague)
- 2005 :  Guaiqueries de Margarita (1er division)